# Gyrostemon tepperi
Gyrostemon tepperi är en tvåhjärtbladig växtart som först beskrevs av Ferdinand von Mueller och H. Walter, och fick sitt nu gällande namn av Alexander Segger George. Gyrostemon tepperi ingår i släktet Gyrostemon och familjen Gyrostemonaceae. Inga underarter finns listade i Catalogue of Life.